# Oligomyrmex semilaevis
Oligomyrmex semilaevis är en myrart som först beskrevs av Mayr 1901.  Oligomyrmex semilaevis ingår i släktet Oligomyrmex och familjen myror. Inga underarter finns listade i Catalogue of Life.